# 薩克森-魏瑪-艾森納赫的伊莉莎白

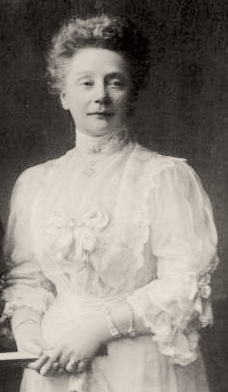
薩克森-魏瑪-艾森納赫的伊莉莎白

薩克森-魏瑪-艾森納赫的伊莉莎白（德語：Elisabeth von Sachsen-Weimar-Eisenach，1854年2月28日—1908年7月10日），德國貴族，薩克森-魏瑪-艾森納赫大公卡爾·亞歷山大的女兒，母親是荷蘭的索菲公主。
1886年，伊莉莎白與約翰·阿爾布雷希特公爵結婚。約翰·阿爾布雷希特的父親是梅克倫堡-施威林大公腓特烈·法蘭茲二世，母親是羅伊斯-科斯特利茨的奧古斯塔。兩人沒有子女。